# Louis Stokes
Louis Stokes (Cleveland, 23 febbraio 1925 – Cleveland, 18 agosto 2015) è stato un politico statunitense del Partito Democratico, membro della Camera dei Rappresentanti tra il 1969 e il 1999.

## Biografia
Con il fratello Carl B. Stokes, visse in una delle prime case popolari del progetto Outhwaite House. Servì l'esercito americano dal 1943 al 1946; dopo aver frequentato la facoltà di giurisprudenza presso la Western Riserve University e alla Cleveland-Marshall College of Law, Stokes iniziò il praticantato nel 1953 a Cleveland. 
Lavorò, oltreché Cleveland, a Washington difendendo molti afro-americani nelle aule dei tribunali e concentrandosi sulla salvaguardia dei diritti civili.
Nel 1967 fu eletto giudice della Corte Suprema della città; nel 1968 difese la causa Terry v. Ohio sull'importanza del IV Emendamento e fu il primo afro-americano ad essere eletto come rappresentante del 21 distretto in Cleveland; appoggiò i progetti pubblici per la ricreazione, educazione e salute della città; si ritirò dalla scena politica nel 1999.
Negli anni Settanta fu presidente della House Select Committee on Assassinations (HSCA), incaricata di investigare sugli omicidi del leader dei diritti civili Martin Luther King e del Presidente John F. Kennedy. Collaborò poi con la HSCA sulle investigazioni nell'Irangate.
Diversi edifici sono stati chiamanti in un suo onore come la Howard University's medical library, la Cleveland Public Library's main building expansion, GCRTA's Windermere station Louis Stokes Station at Windermere e la Cleveland area Veteran's hospital fu rinominato Louis Stokes Cleveland Department of Veteran Affairs Medical Center.